# Station Ryomgård
Station Ryomgård is een station in de Deense plaats Ryomgård in de gemeente Syddjurs. Ryomård ligt aan de lijnen Århus - Ryomgård en Randers - Grenaa. Het traject tussen Ryomgård en Randers is niet meer in gebruik.
Sinds de introductie van de treindienst van Aarhus Nærbane is er een doorgaande verbinding naar Aarhus en Odder. 